# Horst Ende (Kunsthistoriker)
Horst Ende (* 13. Dezember 1940 in Meißen; † 2. Januar 2017 in Schwerin) war ein deutscher Kunsthistoriker und Denkmalpfleger.

## Biografie
Reich an baulichen Zeugen vergangener Epochen, trug Meißen dazu bei, dass Ende sich nach dem Abitur für ein Studium der Kunstgeschichte entschied. Von 1959 bis 1964 studierte er an der Humboldt-Universität zu Berlin Kunstgeschichte, Ur- und Frühgeschichte und Neue Geschichte. Nach erfolgreichem Abschluss mit einer Diplomarbeit über Sächsische Profanarchitektur von 1650 bis 1700 blieb Horst Ende für kurze Zeit in Berlin und fand Arbeit in der für die brandenburgischen Bezirke Potsdam und Frankfurt/Oder zuständigen Berliner Arbeitsstelle des Instituts für Denkmalpflege.
Im Oktober 1964 wechselte Ende als wissenschaftlicher Mitarbeiter in die Abteilung Forschung und Dokumentation zur Schweriner Arbeitsstelle des gleichen Instituts, wo er bis zu seinem Ruhestand im Juni 2003 beruflich und fortan bis zu seinem Tode ehrenamtlich tätig war. Hier bewies er sehr bald seine vielfältige Einsatzbereitschaft als Kunsthistoriker in allen Bereichen der Denkmalpflege. Seit dem Ausgang der 1970er Jahre war er monatelang mit der Inventarisierung der Denkmäler vor Ort im Kreis Greifswald beschäftigt. 1973 erschien das gemeinsam mit seinen Institutmitarbeitern Gerd Baier, Renate Krüger und Walter Ohle erarbeitete Buch Die Denkmale des Kreises Greifswald, auch als Greifswald-Inventar bekannt. Zeitlebens hat er es bedauert, dass der Inventarband für den Kreis Ludwigslust nicht zustande kam. Ende hatte dafür bereits Vorarbeiten geleistet und 1976/77 mit dem renommierten Bauernhausforscher Karl Baumgarten das Gebiet der Griesen Gegend und das Elbufer bereist, um den zur damaligen Zeit ungewöhnlich reichen Bestand an Bauernhäusern des 17.–19. Jahrhunderts, der heute weitgehend verloren ist, zu erfassen. Auch das Fehlen einer Denkmaltopografie für den Bezirk Schwerin empfand er als ständiges Desiderat.
Zu seinen weiteren Arbeiten gehörten 1982 die Denkmaltopographie des Bezirks Neubrandenburg, 1990 des mecklenburgischen Teiles des ehemaligen Bezirks Rostock und 1995 der vorpommerschen Küstenregion. In der von dem Dresdner Kunsthistoriker und Denkmalpfleger Fritz Löffler herausgegebenen Heftreihe Das christliche Denkmal erschienen Arbeiten von Ende zu DDR-Zeiten zur Marienkirche (Anklam), St. Georgen (Parchim), St.-Marien-Kirche (Parchim) und Nikolaikirche (Wismar). Besonders gefragt waren seine in der Evangelischen Verlagsanstalt zu Berlin erschienenen und von 1975 bis 1985 vier Mal aufgelegten Bände Dorfkirchen in Mecklenburg, Stadtkirchen in Mecklenburg und Kirchen in und um Schwerin. Bei all seinen Veröffentlichungen war es ihm besonders wichtig, wissenschaftlichen Ansprüchen zu genügen, aber dennoch auch den interessierten Laien von der Materie zu begeistern. Diese gelang ihm nicht nur bei seinen Publikationen, sondern auch bei unzähligen Vorträgen, Führungen und Exkursionen. Dabei wirkte Ende nie belehrend. Stattdessen erläuterte er bereitwillig kunstwissenschaftliche Zusammenhänge in einer für jedermann verständlichen Art und Weise. Bei kunstwissenschaftlichen Betreuungen von Restaurierungsarbeiten in Mecklenburg war Ende nicht nur gefragt, er wirkte auch bei der Betreuung namhafter Restaurierungsleistungen aktiv vor Ort mit. So auch ab 1974 mit dem späteren Landeskonservator Dieter Zander und dem Leiter der Restaurierungswerkstatt Johannes Voss beim Thronsaal, der Ahnen- und Schlössergalerie und weiterer Räume im Schweriner Schloss. Wenig bekannt, doch hervorzuheben ist auch seine Mitwirkung bei der denkmalgerechten Instandsetzung der Klausur des Klosters zum Heiligen Kreuz in Rostock ab 1976. Der historische Bestand einerseits und die vom Kulturhistorischen Museum vorgetragenen Nutzungswünsche anderseits zeigten die Möglichkeiten und Grenzen der denkmalpflegerischen Arbeit deutlich auf.
Nach der politischen Wende bekam auch Ende neue Aufgaben. Ab 1990 war er Leiter der Abteilung Forschung und Dokumentation in dem wieder geschaffenen Landesamt für Denkmalpflege des Landes Mecklenburg-Vorpommern in Schwerin und Stellvertreter des Amtsleiters bis zu seinem Ruhestand 2003. Er blieb auch nach seinem Ausscheiden aus Altersgründen dem Denkmalamt bis zu seinem Tode treu verbunden. In oft aufopferungsvoller ehrenamtlicher Tätigkeit half er dort uneigennützig nicht nur den Mitarbeitern bis Ende 2016, auch vielen fachlichen Rat suchenden Menschen war er ein unermüdlicher Helfer. Nicht hoch genug kann seine eifrige Unterstützung geschätzt werden, als es darum ging, den Aktenbestand der etwa 30 000 Denkmale aus herkommenden Ordnern in Mappen umzulegen, um damit ein tragfähiges Archivsystem zu schaffen.
Ende war Mitglied mehrerer fachlicher Gremien und hatte seit 1994 die Redaktionsleitung der vom Landesamt herausgegebenen Zeitschrift Denkmalschutz und Denkmalpflege in Mecklenburg-Vorpommern inne. Er selbst ist Autor von mehreren hundert Publikationen zur Kunstgeschichte und Denkmalpflege in den Regionen Mecklenburg und Vorpommern. Mehrere Beiträge lieferte er für das Jahrbuch der Landesdenkmalpflege Kultur ERBE in Mecklenburg und Vorpommern und für das Biographische Lexikon, das in der Reihe Veröffentlichungen der Historischen Kommission für Mecklenburg erscheint.
Zugleich haben Endes fachwissenschaftliche Leistungen, seine organisatorischen Fähigkeiten und die langjährige Vertrautheit sowohl mit der Entwicklung des Instituts und jetzigen Landesamtes für Denkmalpflege als auch mit den territorialen kommunalen und kulturpolitischen Gegebenheiten im Land ihn zu einer maßgeblichen Persönlichkeit des Landesamtes, in ganz Mecklenburg-Vorpommern und darüber hinaus aber gleichzeitig zu einem der wesentlichen Repräsentanten dieses Amtes werden lassen.
Im Nachruf vom Landesamt für Kultur und Denkmalpflege Mecklenburg-Vorpommern ist zu lesen: Als Kunsthistoriker im Institut für Denkmalpflege und später im Landesamt für Denkmalpflege Mecklenburg-Vorpommern hat er sich stets zielstrebig, engagiert und mit großer Sachkenntnis für die Belange von Denkmalschutz und Denkmalpflege eingesetzt. Bis zuletzt war er Ratgeber und half ehrenamtlich bei der Lösung denkmalpflegerischer Fragen mit. Seine bescheidene Art und seine kollegiale Verbundenheit werden uns Kolleginnen und Kollegen immer in Erinnerung bleiben.
Im Nachruf in der Neuen Kirchenzeitung aus Hamburg ist am 14. Januar 2017 u. a. zu lesen: Abschied von Denkmalpfleger Horst Ende... Sein Engagement im Bereich der Kirchengeschichte fand seinen Ausdruck nach vielen Jahren freundschaftlicher Verbundenheit in der Ernennung zum Wissenschaftlichen Beirat des Kirchengeschichtsvereins. Das Heinrich-Theissing-Institut unterstützte er ehrenamtlich als Ratgeber, Autor und Wissenschaftler. Ausgezeichnete Kenntnisse in kunstgeschichtlichen und denkmalpflegerischen Angelegenheiten, gepaart mit bescheidenem Auftreten waren das Markenzeichen des evangelischen Christen...